# This is the Last Time
«This Is The Last Time» (español: «Esta es la última vez») es una canción de la banda inglesa Keane y su segundo sencillo comercial en su versión Fierce Panda. La canción fue lanzada de nuevo en 2004 por Island Records como el cuarto sencillo de su álbum debut Hopes and Fears.
Esta canción ocupa el puesto #30 de las 100 mejores canciones del siglo XXI de la revista Rolling Stone.

## Lista de canciones
1. «This Is The Last Time»
2. «She Opens Her Eyes»
3. «This Is The Last Time Demo» (Sólo CD)
4. «This Is The Last Time» (Video)

## Información acerca de la canción
- Tempo: 132bpm
- Acorde: G
- Tiempo rítmico: 4/4

### She Opens Her Eyes
("Ella abre sus ojos")
- Tempo: 72bpm
- Acorde: Bbm
- Tiempo rítmico: 4/4